# Biskoupský kopec
Biskoupský kopec är en kulle i Tjeckien. Den ligger i den sydöstra delen av landet, 170 km sydost om huvudstaden Prag. Toppen på Biskoupský kopec är 397 meter över havet.
Terrängen runt Biskoupský kopec är huvudsakligen platt, men norrut är den kuperad.Runt Biskoupský kopec är det ganska tätbefolkat, med 172 invånare per kvadratkilometer. Närmaste större samhälle är Oslavany, 6,0 km öster om Biskoupský kopec. Trakten runt Biskoupský kopec består till största delen av jordbruksmark.